# Penamun
Merytawy Penamun là một pharaoh Ai Cập cổ đại có niên đại là cực kỳ không chắc chắn.

## Đồng nhất
Penamun không xuất hiện trong bất cứ bản danh sách vua nào và đồ hình bị hư hại của ông chỉ được tìm thấy trên một khối đá đến từ Kom Abu Billo (Terenuthis cổ đại) ở miền Tây châu thổ sông Nile.
Theo Jürgen von Beckerath, Penamun là một lãnh chúa địa phương của khu vực châu thổ dưới thời vương triều thứ 25 (744 -656 TCN) và đã sử dụng tước hiệu hoàng gia; von Beckerath lập luận rằng ông đã để cho praenomen và nomen của mình nằm vào trong cùng một đồ hình, và rằng phần bị mất ở phía trên của nó có thể chứa chữ tượng hình "Re" (N5 trong danh sách ký tự của Gardiner) tức là hậu tố tiêu chuẩn cho praenomina của pharaon, do đó trở thành một Merytawyre.
Dựa trên cơ sở chính tả, Kenneth Kitchen thay vào đó xác định một niên đại muộn hơn dành cho Penamun, và tin rằng ông đã trị vì vào thời kỳ người Ba Tư cai trị (bắt đầu với vương triều thứ 27, 525-404 TCN) hoặc thậm chí muộn hơn.